# Schaatsen op de Olympische Winterspelen 2014
Schaatsen is een van de drie sportdisciplines die binnen de olympische sport schaatsen werden beoefend tijdens de Olympische Winterspelen 2014 in Sotsji, Rusland. De wedstrijden vonden plaats in de Adler Arena.

## Wedstrijdschema
| Datum       | Lokale tijd | MET   | Mannen                                               | Vrouwen                                         |
| ----------- | ----------- | ----- | ---------------------------------------------------- | ----------------------------------------------- |
| 7 februari  | 20:00       | 17:00 | Openingsceremonie                                    | Openingsceremonie                               |
| 8 februari  | 15:30       | 12:30 | 5000m                                                |                                                 |
| 9 februari  | 15:30       | 12:30 |                                                      | 3000m                                           |
| 10 februari | 17:00       | 14:00 | 500m                                                 |                                                 |
| 11 februari | 16:45       | 13:45 |                                                      | 500m                                            |
| 12 februari | 18:00       | 15:00 | 1000m                                                |                                                 |
| 13 februari | 18:00       | 15:00 |                                                      | 1000m                                           |
| 15 februari | 17:30       | 14:30 | 1500m                                                |                                                 |
| 16 februari | 18:00       | 15:00 |                                                      | 1500m                                           |
| 18 februari | 17:00       | 14:00 | 10.000m                                              |                                                 |
| 19 februari | 17:30       | 14:30 |                                                      | 5000m                                           |
| 21 februari | 17:30       | 14:30 | Ploegenachtervolging (kwartfinales en halve finales) | Ploegenachtervolging (kwartfinales)             |
| 22 februari | 17:30       | 14:30 | Ploegenachtervolging (finales)                       | Ploegenachtervolging (halve finales en finales) |
| 23 februari | 20:00       | 17:00 | Sluitingsceremonie                                   | Sluitingsceremonie                              |

## Medailles

### Mannen
| Onderdeel            | Goud                                               | Goud                      | Zilver                                                 | Zilver                    | Brons                                                   | Brons                     |
| -------------------- | -------------------------------------------------- | ------------------------- | ------------------------------------------------------ | ------------------------- | ------------------------------------------------------- | ------------------------- |
| 2 x 500 m            | Michel Mulder Nederland                            | 69,312 (34,634/34,678) BR | Jan Smeekens Nederland                                 | 69,324 (34,599 BR/34,725) | Ronald Mulder Nederland                                 | 69,468 (34,969/34,499 BR) |
| 1000 m               | Stefan Groothuis Nederland                         | 1.08,39 BR                | Denny Morrison Canada                                  | 1.08,43                   | Michel Mulder Nederland                                 | 1.08,74                   |
| 1500 m               | Zbigniew Bródka Polen                              | 1.45,006 BR               | Koen Verweij Nederland                                 | 1.45,009                  | Denny Morrison Canada                                   | 1.45,22                   |
| 5000 m               | Sven Kramer Nederland                              | 6.10,76 OR, BR            | Jan Blokhuijsen Nederland                              | 6.15,71                   | Jorrit Bergsma Nederland                                | 6.16,66                   |
| 10.000 m             | Jorrit Bergsma Nederland                           | 12.44,45 OR, BR           | Sven Kramer Nederland                                  | 12.49,02                  | Bob de Jong Nederland                                   | 13.07,19                  |
| Ploegenachtervolging | Nederland Jan Blokhuijsen Sven Kramer Koen Verweij | 3.37,71 OR, BR            | Zuid-Korea Joo Hyung-joon Kim Cheol-min Lee Seung-hoon | 3.40,35                   | Polen Zbigniew Bródka Konrad Niedźwiedzki Jan Szymański | 3.41,94 (B-finale)        |

### Vrouwen
| Onderdeel            | Goud                                                                | Goud                                    | Zilver                                                                              | Zilver                 | Brons                                                                     | Brons                  |
| -------------------- | ------------------------------------------------------------------- | --------------------------------------- | ----------------------------------------------------------------------------------- | ---------------------- | ------------------------------------------------------------------------- | ---------------------- |
| 2 x 500 m            | Lee Sang-hwa Zuid-Korea                                             | 74,709 (37,422 BR/37,287 OR, BR) OR, BR | Olga Fatkoelina* Rusland                                                            | 75,065 (37,572/37,493) | Margot Boer Nederland                                                     | 75,486 (37,775/37,711) |
| 1000 m               | Zhang Hong China                                                    | 1.14,02 BR                              | Ireen Wüst Nederland                                                                | 1.14,69                | Margot Boer Nederland                                                     | 1.14,90                |
| 1500 m               | Jorien ter Mors Nederland                                           | 1.53,51 OR, BR                          | Ireen Wüst Nederland                                                                | 1.54,09                | Lotte van Beek Nederland                                                  | 1.54,54                |
| 3000 m               | Ireen Wüst Nederland                                                | 4.00,34 BR                              | Martina Sáblíková Tsjechië                                                          | 4.01,95                | Olga Graf Rusland                                                         | 4.03,47                |
| 5000 m               | Martina Sáblíková Tsjechië                                          | 6.51,54 BR                              | Ireen Wüst Nederland                                                                | 6.54,28                | Carien Kleibeuker Nederland                                               | 6.55,66                |
| Ploegenachtervolging | Nederland Lotte van Beek Marrit Leenstra Jorien ter Mors Ireen Wüst | 2.58,05 OR, BR                          | Polen Katarzyna Bachleda-Curuś Natalia Czerwonka Katarzyna Woźniak Luiza Złotkowska | 3.05,55                | Rusland Olga Graf Jekaterina Lobysjeva Jekaterina Sjichova Joelia Skokova | 2.59,53 (B-finale)     |

* op 24 november 2017 werd het zilver van Olga Fatkoelina afgenomen, na een succesvol beroep werd dat op 1 februari 2018 weer terug gedraaid.

### Medailleklassement
| Plaats | Land       | NOC    | Goud | Zilver | Brons | Totaal |
| ------ | ---------- | ------ | ---- | ------ | ----- | ------ |
| 1      | Nederland  | NED    | 8    | 7      | 8     | 23     |
| 2      | Polen      | POL    | 1    | 1      | 1     | 3      |
| 3      | Tsjechië   | CZE    | 1    | 1      | 0     | 2      |
| 3      | Zuid-Korea | KOR    | 1    | 1      | 0     | 2      |
| 5      | China      | CHN    | 1    | 0      | 0     | 1      |
| 6      | Rusland    | RUS    | 0    | 1      | 2     | 3      |
| 7      | Canada     | CAN    | 0    | 1      | 1     | 2      |
| Totaal | Totaal     | Totaal | 12   | 12     | 12    | 36     |

## Kwalificatieproces
Chamonix 1924 · 
St. Moritz 1928 · 
Lake Placid 1932 · 
Garmisch-Partenkirchen 1936 · 
St. Moritz 1948 · 
Oslo 1952 · 
Cortina d'Ampezzo 1956 · 
Squaw Valley 1960 · 
Innsbruck 1964 · 
Grenoble 1968 · 
Sapporo 1972 · 
Innsbruck 1976 · 
Lake Placid 1980 · 
Sarajevo 1984 · 
Calgary 1988 · 
Albertville 1992 · 
Lillehammer 1994 · 
Nagano 1998 · 
Salt Lake City 2002 · 
Turijn 2006 · 
Vancouver 2010 · 
Sotsji 2014 · 
Pyeongchang 2018 · 
Peking 2022 · 
Milaan 2026
Lijst van olympische medaillewinnaars
Alpineskiën · Biatlon · Bobsleeën · Curling · Freestyleskiën · Kunstrijden · Langlaufen · Noordse combinatie · Rodelen · Schaatsen · Schansspringen · Shorttrack · Skeleton · Snowboarden · IJshockey